# قطعنامه ۱۰۳۵ شورای امنیت
قطعنامه ۱۰۳۵ شورای امنیت سازمان ملل متحد که در تاریخ ۲۱ دسامبر ۱۹۹۵ تصویب شد، سندی بین‌المللی دربارهٔ بوسنی و هرزگوین است. این قطعنامه طی نشست ۳۶۱۳ام با ۱۵ رای موافق، ۰ مخالف و ۰ ممتنع تصویب شد. این قطعنامه موجب تاخیر پذیرش عضویت این کشور در اتحادیه اروپا گردید.